# 披针叶砧草
披针叶砧草（学名：Galium boreale var. lancilimbum）为茜草科拉拉藤属下的一个变种。